# Katarina (album)
Katarina (stilizirano z vsemi velikimi črkami) je edini studijski album slovenske art pop izvajalke Kukle, ki je izšel 12. januarja 2019 v samozaložbi, Kuklistan Records.
Z albuma je bilo izdanih 6 singlov, pri čemer je bil prvi "Palma" leta 2015 (takrat avtorsko pripisan skupini Napravi mi dete), zadnji pa "Šibedah" januarja 2019. Vse videospote je režirala КУКЛА sama.

## Kritiški odziv
Album je Goran Kompoš za Mladino ocenil s 4 zvezdicami in v recenziji zapisal: "Pridobljene izkušnje in svojevrstno estetiko [КУКЛА] zdaj suvereno predstavlja s prvencem Katarina, na katerem hkrati pokaže oboje, svojo ranljivost in samozavest. S tem se znajde v vmesnem prostoru med nelagodjem in spokojnostjo in to spretno poudari s sodobnim elektronskim popom, ki s pritiklinami slovanskega melosa dobi le še izvirnejšo podobo."
Na Radiu Študent je bil album uvrščen na 22. mesto na seznam Domače naj Tolpe bumov™ leta 2019, seznam najboljših slovenskih albumov leta. Na mednarodnem portalu Beehype je bil uvrščen med "5 priporočenih albumov" leta 2019 iz Slovenije.

### Priznanja
| objava        | uvrstitev | seznam                            |
| ------------- | --------- | --------------------------------- |
| Radio Študent | 22.       | Domače naj Tolpe bumov™ leta 2019 |
| Beehype       | –         | Best albums of 2019               |

## Seznam pesmi
Vse pesmi je napisala КУКЛА.
| Št. | Naslov              | Dolžina |
| --- | ------------------- | ------- |
| 1.  | „Zlatno nebo‟       | 4:22    |
| 2.  | „Istanbul‟          | 4:08    |
| 3.  | „Palma‟             | 5:16    |
| 4.  | „Astronaut‟         | 3:47    |
| 5.  | „Kraj sveta‟        | 5:05    |
| 6.  | „ljubavjebolest‟    | 3:48    |
| 7.  | „Šibedah‟           | 3:04    |
| 8.  | „Hranimo se rečima‟ | 4:06    |
| 9.  | „Armine‟            | 5:28    |
| 10. | „Crne oči‟          | 4:39    |
| 11. | „Zvezdana‟          | 2:32    |

## Zasedba
- Kukla Kesherović — vokal, glasbena podlaga, produkcija, miks
- Dario Nožić Serini — miks
- Luka Lah — miks
- Gregor Zemljič — miks, mastering